# Montgenèvre (przełęcz)
Col de Montgenèvre, wł. Colle del Monginevro (1850 m n.p.m.) – wybitna i stosunkowo niska przełęcz w głównym grzbiecie wododziałowym Alp, w Alpach Zachodnich. Znajduje się w północnej części Alp Kotyjskich, chociaż niektóre źródła podają, że stanowi północne ograniczenie tej grupy górskiej. Stanowi przejście z doliny rzeki Dora Riparia na wschodzie do doliny rzeki Durance na zachodzie. Nazwa od położonej wprost na siodle przełęczy wioski Montgenèvre.

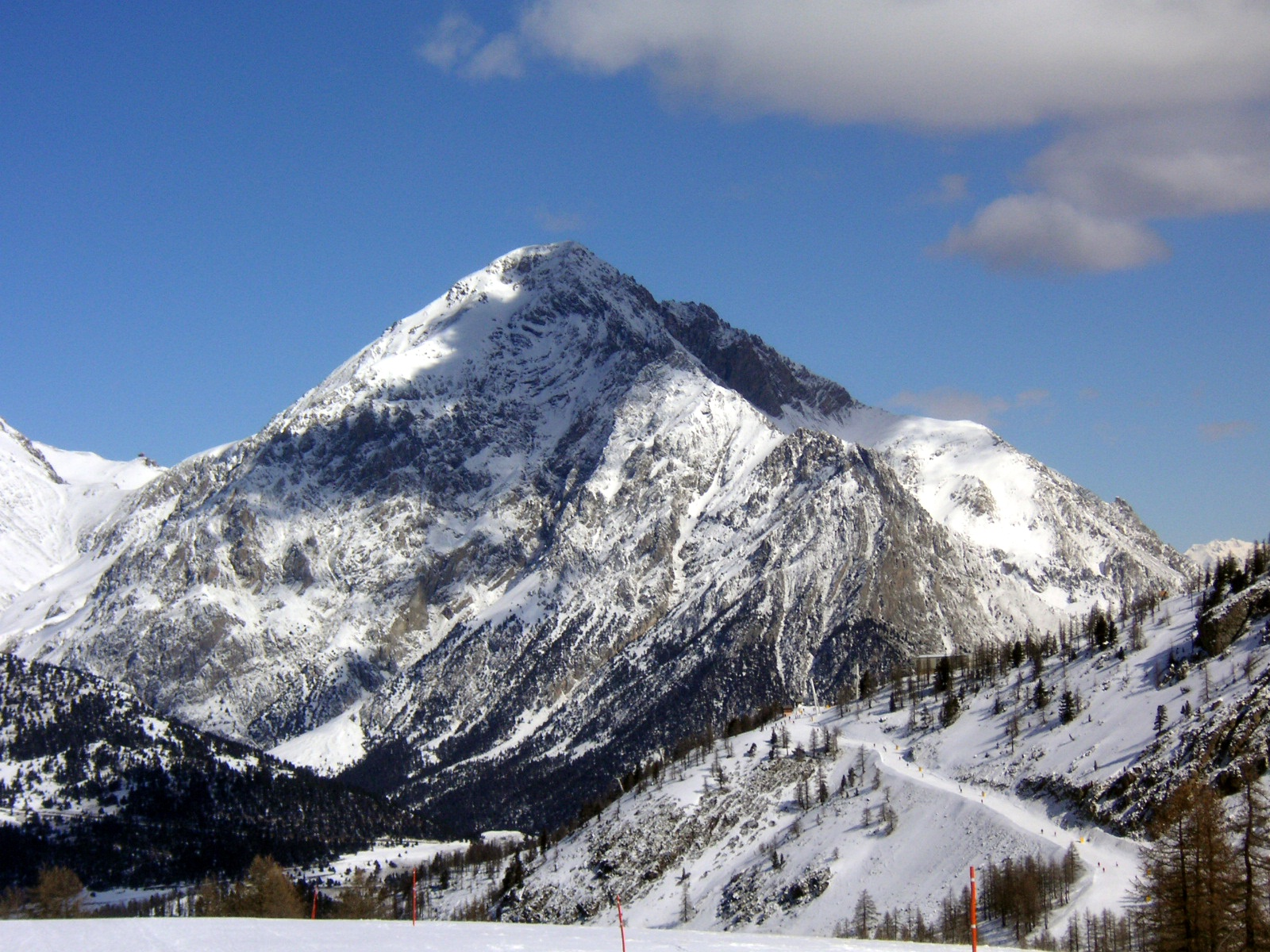
Droga na przełęcz oraz Mont Chaberton

Montgenèvre jest jednym z najstarszych i najpowszechniej używanych przejść przez główny grzbiet Alp Zachodnich. Przełęcz znali już (pod nazwą Mons Matrona) i używali jej starożytni Rzymianie: stanowiła ona najkrótsze połączenie między północną Italią a Arelatem. Wiódł przez nią szlak z Turynu przez Susę (łac. Segusio) do Embrun (łac. Eburodunum) w Galii Narbońskiej, zwany początkowo Via Cottia. Od 118 r. p.n.e. był systematycznie przebudowywany w pierwszą rzymską drogę transalpejską, wchodzącą w skład wielkiej Via Domitia, łączącej Italię przez Nîmes (łac. Nemausus) z Półwyspem Iberyjskim. Przez tę przełęcz przeszedł w 77 r. p.n.e. Pompejusz (w drodze na Półwysep Iberyjski, by rozbić powstanie Sertoriusza), który znacznie przyczynił się do ulepszenia tej drogi. Na przełęczy Rzymianie założyli osadę z posterunkiem wojskowym, zwaną Druantium lub Sommae Alpes, a także utworzyli niewielkie sanktuarium poświęcone źródłom rzeki Durance.
Nowoczesną drogę kołową przez przełęcz zbudowano w pierwszej dekadzie XIX w. dzięki staraniom ówczesnego prefekta departamentu Hautes-Alpes, barona Jean-Charles François de Ladoucette. Obecnie przez przełęcz wiedzie szosa, łącząca francuskie miasto Briançon (droga nr 94) z włoskim miastem Susa (droga nr 24).
Granica państwowa francusko-włoska w rejonie przełęczy biegnie nieco na wschód od linii wododziału, zostawiając samo siodło przełęczy, na którym leży miejscowość Montgenèvre, po stronie francuskiej. Jest to wynikiem regulacji przebiegu granicy w 1947 r., kiedy Francja otrzymała od Włoch m.in. wznoszący się na północny wschód od przełęczy masyw Mont Chaberton (3136 m n.p.m.).